# Яньцзинь (Юньнань)
Яньцзи́нь (кит. упр. 盐津, пиньинь Yánjīn, буквально: «солёный брод») — уезд городского округа Чжаотун провинции Юньнань (КНР). Уезд назван «солёный брод» потому, что здесь на берегу реки находится солончак.

## История
Уезд был выделен из уезда Дагуань в 1917 году.
После вхождения провинции Юньнань в состав КНР в 1950 году был образован Специальный район Чжаотун (昭通专区), и уезд вошёл в его состав. В 1960 году уезд Яньцзин был присоединён к уезду Дагуань, но в 1962 году воссоздан. В 1970 году Специальный район Чжаотун был переименован в Округ Чжаотун (昭通地区).
В августе 1981 года на смежных участках уездов Суйцзян и Яньцзинь был образован отдельный уезд Шуйфу.
Постановлением Госсовета КНР от 13 января 2001 года округ Чжаотун был преобразован в городской округ.

## Административное деление
Уезд делится на 6 посёлков и 4 волости.